# デリバリーコンサルティング
株式会社デリバリーコンサルティング（英文社名：Delivery Consulting Inc.）は、東京都港区赤坂に本社を置く、情報技術のコンサルティング会社。

## 概要
デリバリーコンサルティングは、2003年にITコンサルティング会社として設立された。2005年からはベトナムやタイでのオフショア開発事業にも進出した。法人向けセールスフォース導入支援などを行い、2021年に東京証券取引所マザーズに上場した。

## 沿革
- 2003年 東京都港区南麻布に株式会社デリバリーを設立し、第三者割当増資により株式会社メディアシークの連結子会社となる。麻布台に本社を移転[1]。
- 2011年 南麻布に本社を移転[1]。
- 2016年 高輪に本社を移転[1]。
- 2021年 東京証券取引所マザーズに上場[1]。
- 2022年 六本木に本社を移転。